# Clayton Donaldson
Clayton Andrew Donaldson (Bradford, Inglaterra, 7 de febrero de 1984) es un futbolista jamaicano nacido en el Reino Unido. Juega de delantero y su actual equipo es el Gainsborough Trinity de la Northern Premier League. Fue internacional absoluto por la selección de Jamaica entre 2015 y 2016, disputó 10 encuentros.

## Clubes
| Club                      | País       | Temporadas    | Partidos | Goles |
| Hull City                 | Inglaterra | 2002-2005     | 2        | 0     |
| Harrogate Town (préstamo) | Inglaterra | 2002-2003     | 6        | 2     |
| Scarborough (préstamo)    | Inglaterra | 2003          | 2        | 0     |
| Halifax Town (préstamo)   | Inglaterra | 2004          | 4        | 0     |
| Harrogate Town (préstamo) | Inglaterra | 2004          | 8        | 3     |
| York City                 | Inglaterra | 2005-2007     | 85       | 41    |
| Hibernian                 | Escocia    | 2007-2008     | 18       | 5     |
| Crewe Alexandra           | Inglaterra | 2008-2011     | 117      | 47    |
| Brentford                 | Inglaterra | 2011-2014     | 136      | 46    |
| Birmingham City           | Inglaterra | 2014-2017     | 113      | 32    |
| Sheffield United          | Inglaterra | 2017-2018     | 26       | 5     |
| Bolton Wanderers          | Inglaterra | 2018-2019     | 31       | 1     |
| Bradford City             | Inglaterra | 2019-2021     | 20       | 4     |
| York City                 | Inglaterra | 2021-2022     |          |       |
| Gainsborough Trinity      | Inglaterra | 2022-presente |          |       |

## Selección nacional
Ha sido internacional con la selección de fútbol de Jamaica; donde hasta ahora, ha jugado 10 partidos internacionales y anotó 2 goles por dicho seleccionado.
| Selección            | Partidos | Goles |
| -------------------- | -------- | ----- |
| Selección de Jamaica | 10       | 2     |